# Villeromain
Villeromain és un municipi francès, situat al departament del Loir i Cher i a la regió de Centre – Vall del Loira. L'any 2007 tenia 206 habitants.

## Demografia

### Població
El 2007 la població de fet de Villeromain era de 206 persones. Hi havia 84 famílies, de les quals 24 eren unipersonals (12 homes vivint sols i 12 dones vivint soles), 32 parelles sense fills, 24 parelles amb fills i 4 famílies monoparentals amb fills.
La població ha evolucionat segons el següent gràfic:
Habitants censats

### Habitatges
El 2007 hi havia 90 habitatges, 83 eren l'habitatge principal de la família, 1 era una segona residència i 6 estaven desocupats. 87 eren cases i 3 eren apartaments. Dels 83 habitatges principals, 75 estaven ocupats pels seus propietaris, 6 estaven llogats i ocupats pels llogaters i 2 estaven cedits a títol gratuït; 2 tenien dues cambres, 13 en tenien tres, 27 en tenien quatre i 41 en tenien cinc o més. 78 habitatges disposaven pel capbaix d'una plaça de pàrquing. A 34 habitatges hi havia un automòbil i a 42 n'hi havia dos o més.

### Piràmide de població
La piràmide de població per edats i sexe el 2009 era:
| Homes | Edats   | Dones |
| ----- | ------- | ----- |
| 0     | 95 o +  | 0     |
| 0     | 90 a 94 | 0     |
| 0     | 85 a 89 | 0     |
| 0     | 80 a 84 | 4     |
| 4     | 75 a 79 | 4     |
| 4     | 70 a 74 | 4     |
| 0     | 65 a 69 | 16    |
| 8     | 60 a 64 | 0     |
| 0     | 55 a 59 | 4     |
| 4     | 50 a 54 | 8     |
| 12    | 45 a 49 | 16    |
| 16    | 40 a 44 | 8     |
| 0     | 35 a 39 | 8     |
| 4     | 30 a 34 | 4     |
| 16    | 25 a 29 | 12    |
| 0     | 20 a 24 | 8     |
| 4     | 15 a 19 | 16    |
| 8     | 10 a 14 | 16    |
| 4     | 5 a 9   | 0     |
| 0     | 0 a 4   | 0     |

## Economia
El 2007 la població en edat de treballar era de 120 persones, 95 eren actives i 25 eren inactives. De les 95 persones actives 92 estaven ocupades (51 homes i 41 dones) i 3 estaven aturades (2 homes i 1 dona). De les 25 persones inactives 8 estaven jubilades, 6 estaven estudiant i 11 estaven classificades com a «altres inactius».

### Ingressos
El 2009 a Villeromain hi havia 89 unitats fiscals que integraven 227 persones, la mediana anual d'ingressos fiscals per persona era de 18.237 €.

### Activitats econòmiques
Dels 9 establiments que hi havia el 2007, 2 eren d'empreses de construcció, 4 d'empreses de comerç i reparació d'automòbils, 2 d'empreses de transport i 1 d'una empresa d'hostatgeria i restauració.
Dels 4 establiments de servei als particulars que hi havia el 2009, 1 era un taller de reparació d'automòbils i de material agrícola, 1 fusteria, 1 lampisteria i 1 restaurant.
L'any 2000 a Villeromain hi havia 15 explotacions agrícoles que ocupaven un total de 1.284 hectàrees.

## Equipaments sanitaris i escolars
El 2009 hi havia una escola elemental integrada dins d'un grup escolar amb les comunes properes formant una escola dispersa.

## Poblacions més properes
El següent diagrama mostra les poblacions més properes.